# Потхиоидни мишићи
Потхиоидни мишићи (лат. musculi infrahyoidei) су група вратних мишића, која је локализована у средњем слоју предње стране вратне мускулатуре. Налазе се у пределу између подјезичне кости и горњег отвора грудног коша. У ову групу се убрајају четири парна мишића:
- стернохиоидни мишић,
- омохиоидни мишић,
- стернотироидни мишић и
- тирохиоидни мишић.

Инервише их вратни живчани сплет (лат. plexus cervicalis) преко тзв. вратне замке. Једини изузетак је тирохиоидни мишић, кога оживчава истомена гранчица пореклом из вратног сплета. Дејство мишића је разнолико и сложено. Ипак, сви они повлаче подјезичну кост наниже током акта гутања и говора, а такође учествују у њеном фиксирању што ствара ослонац за деловање натхиоидних мишића.